# دو و میدانی در المپیک تابستانی ۱۹۳۶
دو و میدانی در بازی‌های المپیک تابستانی ۱۹۳۶ نام رویداد ورزش دو و میدانی در بازی‌های المپیک تابستانی بود که در سال ۱۹۳۶ برگزار شد.

## جدول مدال‌ها

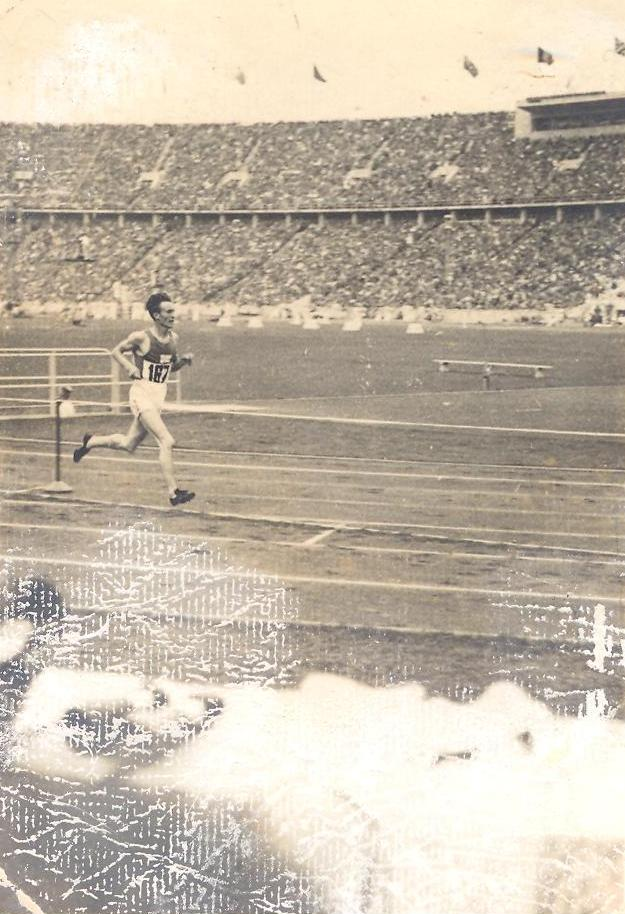

| رتبه            | کشور                      | طلا | نقره | برنز | مجموع |
| --------------- | ------------------------- | --- | ---- | ---- | ----- |
| ۱               | ایالات متحده آمریکا (USA) | ۱۴  | ۷    | ۴    | ۲۵    |
| ۲               | آلمان (GER)               | ۵   | ۴    | ۷    | ۱۶    |
| ۳               | فنلاند (FIN)              | ۳   | ۵    | ۲    | ۱۰    |
| ۴               | بریتانیای کبیر (GBR)      | ۲   | ۵    | ۰    | ۷     |
| ۵               | ژاپن (JPN)                | ۲   | ۲    | ۳    | ۷     |
| ۶               | ایتالیا (ITA)             | ۱   | ۲    | ۲    | ۵     |
| ۷               | مجارستان (HUN)            | ۱   | ۰    | ۰    | ۱     |
| ۷               | نیوزیلند (NZL)            | ۱   | ۰    | ۰    | ۱     |
| ۹               | لهستان (POL)              | ۰   | ۲    | ۱    | ۳     |
| ۱۰              | کانادا (CAN)              | ۰   | ۱    | ۳    | ۴     |
| ۱۱              | سوئیس (SUI)               | ۰   | ۱    | ۰    | ۱     |
| ۱۲              | سوئد (SWE)                | ۰   | ۰    | ۲    | ۲     |
| ۱۲              | هلند (NED)                | ۰   | ۰    | ۲    | ۲     |
| ۱۴              | استرالیا (AUS)            | ۰   | ۰    | ۱    | ۱     |
| ۱۴              | فیلیپین (PHI)             | ۰   | ۰    | ۱    | ۱     |
| ۱۴              | لتونی (LAT)               | ۰   | ۰    | ۱    | ۱     |
| مجموع (۱۶ کشور) | مجموع (۱۶ کشور)           | ۲۹  | ۲۹   | ۲۹   | ۸۷    |

## نتایج

### مردان
| رویداد              | طلا                                                                            | طلا       | نقره                                                                           | نقره      | برنز                                                                        | برنز      |
| ۱۰۰ متر             | جسی اونز · ایالات متحده آمریکا                                                 | ۱۰٫۳      | رالف متکالف · ایالات متحده آمریکا                                              | ۱۰٫۴      | تینوس اوسندارپ · هلند                                                       | ۱۰٫۵      |
| ۲۰۰ متر             | جسی اونز · ایالات متحده آمریکا                                                 | ۲۰٫۷      | مک رابینسون · ایالات متحده آمریکا                                              | ۲۱٫۱      | تینوس اوسندارپ · هلند                                                       | ۲۱٫۳      |
| ۴۰۰ متر             | آرچی ویلیامز · ایالات متحده آمریکا                                             | ۴۶٫۵      | گادفری براون · بریتانیای کبیر                                                  | ۴۶٫۷      | جیمی لواله · ایالات متحده آمریکا                                            | ۴۶٫۸      |
| ۸۰۰ متر             | جان وودراف · ایالات متحده آمریکا                                               | ۱:۵۲٫۹    | ماریو لانزی · ایتالیا                                                          | ۱:۵۳٫۳    | فیل ادواردز · کانادا                                                        | ۱:۵۳٫۶    |
| ۱۵۰۰ متر            | جک لاولاک · نیوزیلند                                                           | ۳:۴۷٫۸    | گلن کانینگهام · ایالات متحده آمریکا                                            | ۳:۴۸٫۴    | لوئیجی بکالی · ایتالیا                                                      | ۳:۴۹٫۲    |
| ۵۰۰۰ متر            | گونار هوکرت · فنلاند                                                           | ۱۴:۲۲٫۲   | لاوری لهتینن · فنلاند                                                          | ۱۴:۲۵٫۸   | هنری یونسون · سوئد                                                          | ۱۴:۲۹٫۰   |
| ۱۰٬۰۰۰ متر          | ایلماری سالمینن · فنلاند                                                       | ۳۰:۱۵٫۴   | آروو اسکولا · فنلاند                                                           | ۳۰:۱۵٫۶   | وولماری ایسو-هولو · فنلاند                                                  | ۳۰:۲۰٫۲   |
| ۱۱۰ متر با مانع     | فورست تاونز · ایالات متحده آمریکا                                              | ۱۴٫۲      | دان فینلی · بریتانیای کبیر                                                     | ۱۴٫۴      | فریتس پولارد جونیور · ایالات متحده آمریکا                                   | ۱۴٫۴      |
| ۴۰۰ متر با مانع     | گلن هاردین · ایالات متحده آمریکا                                               | ۵۲٫۴      | جان دلینگ · کانادا                                                             | ۵۲٫۷      | میگل وایت · فیلیپین                                                         | ۵۲٫۸      |
| ۳۰۰۰ متر با مانع    | وولماری ایسو-هولو · فنلاند                                                     | ۹:۰۳٫۸    | کارلو تومینن · فنلاند                                                          | ۹:۰۶٫۸    | آلفرد دومپرت · آلمان                                                        | ۹:۰۷٫۲    |
| ۴×۱۰۰ متر امدادی    | ایالات متحده آمریکا (USA) · جسی اونز · رالف متکالف · فوی دریپر · فرانک وویکف   | ۳۹٫۸      | ایتالیا (ITA) · اورازیو ماریانی · جانی کالدانا · الیو راگنی · تولیو گونلی      | ۴۱٫۱      | آلمان (GER) · ویلهم لایشوم · اریش بورشمایر · اروین گیلمایستر · گرد هورنبرگر | ۴۱٫۲      |
| ۴×۴۰۰ متر امدادی    | بریتانیای کبیر (GBR) · فردی وولف · گادفری رامپلینگ · بیل رابرتز · گادفری براون | ۳:۰۹٫۰    | ایالات متحده آمریکا (USA) · هارولد کاگل · رابرت یانگ · ادوارد اوبراین · ال فیچ | ۳:۱۱٫۰    | آلمان (GER) · هلموت هامان · فردریش فون اشتولپناگل · هری فوگت · ودولف هاربیگ | ۳:۱۱٫۸    |
| ماراتن              | سون کی-چانگ · ژاپن                                                             | ۲:۲۹:۱۹٫۲ | ارنی هارپر · بریتانیای کبیر                                                    | ۲:۳۱:۲۳٫۲ | نام سونگ-یونگ · ژاپن                                                        | ۲:۳۱:۴۲٫۰ |
| ۵۰ کیلومتر پیاده‌روی | هارولد ویتلوک · بریتانیای کبیر                                                 | ۴:۳۰:۴۱٫۴ | آرتور تل شواب · سوئیس                                                          | ۴:۳۲:۰۹٫۲ | ادالبرتس بوبنکو · لتونی                                                     | ۴:۳۲:۴۲٫۲ |
| پرش ارتفاع          | کورنلیوس جانسون · ایالات متحده آمریکا                                          | 2.03 m    | دیو البرتون · ایالات متحده آمریکا                                              | 2.00 m    | دلوز توربر · ایالات متحده آمریکا                                            | 2.00 m    |
| پرش با نیزه         | ایرل میدوز · ایالات متحده آمریکا                                               | 4.35 m    | شوهی نیشیدا · ژاپن                                                             | 4.25 m    | سوئو اوئه · ژاپن                                                            | 4.25 m    |
| پرش طول             | جسی اونز · ایالات متحده آمریکا                                                 | 8.06 m    | لوتز لونگ · آلمان                                                              | 7.87 m    | نائوتو تاجیما · ژاپن                                                        | 7.74 m    |
| پرش سه‌گام           | نائوتو تاجیما · ژاپن                                                           | 16.00 m   | ماسائو هارادا · ژاپن                                                           | 15.66 m   | جک متکالف · استرالیا                                                        | 15.50 m   |
| پرتاب وزنه          | هانس وولکه · آلمان                                                             | 16.20 m   | سولو بارلوند · فنلاند                                                          | 16.12 m   | گرهارد اشتوک · آلمان                                                        | 15.66 m   |
| پرتاب دیسک          | کن کارپنتر · ایالات متحده آمریکا                                               | 50.48 m   | گوردون دان · ایالات متحده آمریکا                                               | 49.36 m   | جورجو اوبروگر · ایتالیا                                                     | 49.23 m   |
| پرتاب چکش           | کارل هاین · آلمان                                                              | 56.49 m   | اروین بلاسک · آلمان                                                            | 55.04 m   | فرد وارنگارد · سوئد                                                         | 54.83 m   |
| پرتاب نیزه          | گرهارد اشتوک · آلمان                                                           | 71.84 m   | اوریو نیکانن · فنلاند                                                          | 70.77 m   | کالرو تویونن · فنلاند                                                       | 70.72 m   |
| دهگانه              | گلن موریس · ایالات متحده آمریکا                                                | ۷۹۰۰      | باب کلارک · ایالات متحده آمریکا                                                | ۷۶۰۱      | جک پارکر · ایالات متحده آمریکا                                              | ۷۲۷۵      |

### زنان
| بازی‌ها           | طلا                                                                           | طلا     | نقره                                                                         | نقره    | برنز                                                                    | برنز    |
| ۱۰۰ متر          | هلن استفنز · ایالات متحده آمریکا                                              | ۱۱٫۵    | استانیسواوا والاشیویچ · لهستان                                               | ۱۱٫۷    | کته کراوس · آلمان                                                       | ۱۱٫۹    |
| ۸۰ متر با مانع   | اوندینا والا · ایتالیا                                                        | ۱۱٫۷    | آنی استویر · آلمان                                                           | ۱۱٫۷    | بتی تیلور · کانادا                                                      | ۱۱٫۷    |
| ۴×۱۰۰ متر امدادی | ایالات متحده آمریکا (USA) · هریت بلند · آنت راجرز · بتی رابینسون · هلن استفنز | ۴۶٫۹    | بریتانیای کبیر (GBR) · ایلین هیسکوک · ویولت اولنی · ادری براون · باربارا برک | ۴۷٫۶    | کانادا (CAN) · دوروتی بروکشاو · جانت دولسون · هیلدا کامرون · ایلین ماگر | ۴۷٫۸    |
| پرش ارتفاع       | ایبویا چاک · مجارستان                                                         | 1.60 m  | دوروتی تایلر-اودام · بریتانیای کبیر                                          | 1.60 m  | الفریده کاون · آلمان                                                    | 1.60 m  |
| پرتاب دیسک       | گیزلا مائورمایر · آلمان                                                       | 47.63 m | یادویگا واژ · لهستان                                                         | 46.22 m | پائولا مولنهاور · آلمان                                                 | 39.80 m |
| پرتاب نیزه       | تیلی فلایشر · آلمان                                                           | 45.18 m | لویزه کروگر · آلمان                                                          | 43.29 m | ماریا کوشنیفسکا · لهستان                                                | 41.80 m |